# Ducato di Sora
Il Ducato di Sora, già contea, fu un dominio feudale costituito nell’ambito del Regno di Napoli e occupava la parte sud-orientale dell'odierna regione Lazio, a ridosso dell'Abruzzo.
Il suo territorio è parte del Lazio storico-geografico (il Lazio propriamente detto) e in particolare dell'Alta Terra di Lavoro.
(Ferdinand Gregorovius, Passeggiate per l'Italia 1859)

## Dominio
Il suo territorio nella massima estensione storica seguiva ad ovest il corso del fiume Liri, che lo separava dallo Stato Pontificio; a sud confinava presso Pico con l'amministrazione provinciale di Terra di Lavoro costituita in età angioina, presso il vecchio confine del ducato di Gaeta, e con l'exclave pontificia di Pontecorvo; ad est invece incontrava i possedimenti dell'Abbazia di Montecassino (Terra di San Benedetto, da Castrocielo ad Atina), annessi sotto il governo di Giovanni Della Rovere insieme al castello di Ambrifi (Lenola). A nord non superava i limiti dell'attuale Abruzzo confinando con la contea di Celano e con il contado di Molise, poi dal dominio angioino con l'Aprutium citeriore e l'Aprutium ulteriore.

La moneta coniata a Sora ed Alvito nel 1495 recante le iniziali PA.CAN.SOR. (Paulus Cantemus Sorae dux).

Comprese le città di Sora, Alvito, Arce, Rocca d'Arce, Roccavivi dal 1208 per cirva un secolo, concessa al fratello Riccardo, dei conti di Segni, da Papa Innocenzo III, Brocco (odierna Broccostella), Castelluccio (odierna Castelliri), Coldragone, già frazione di Rocca d'Arce (attualmente comune con il nome di Colfelice), Fontana (oggi Fontana Liri), Isola di Sora (oggi Isola del Liri), Castrocielo, Colle San Magno, Terelle, Roccasecca, Aquino, Santopadre, Schiavi (attuale Fontechiari), Casale (oggi Casalattico), Casalvieri, Pescosolido e Arpino.

## Capitale

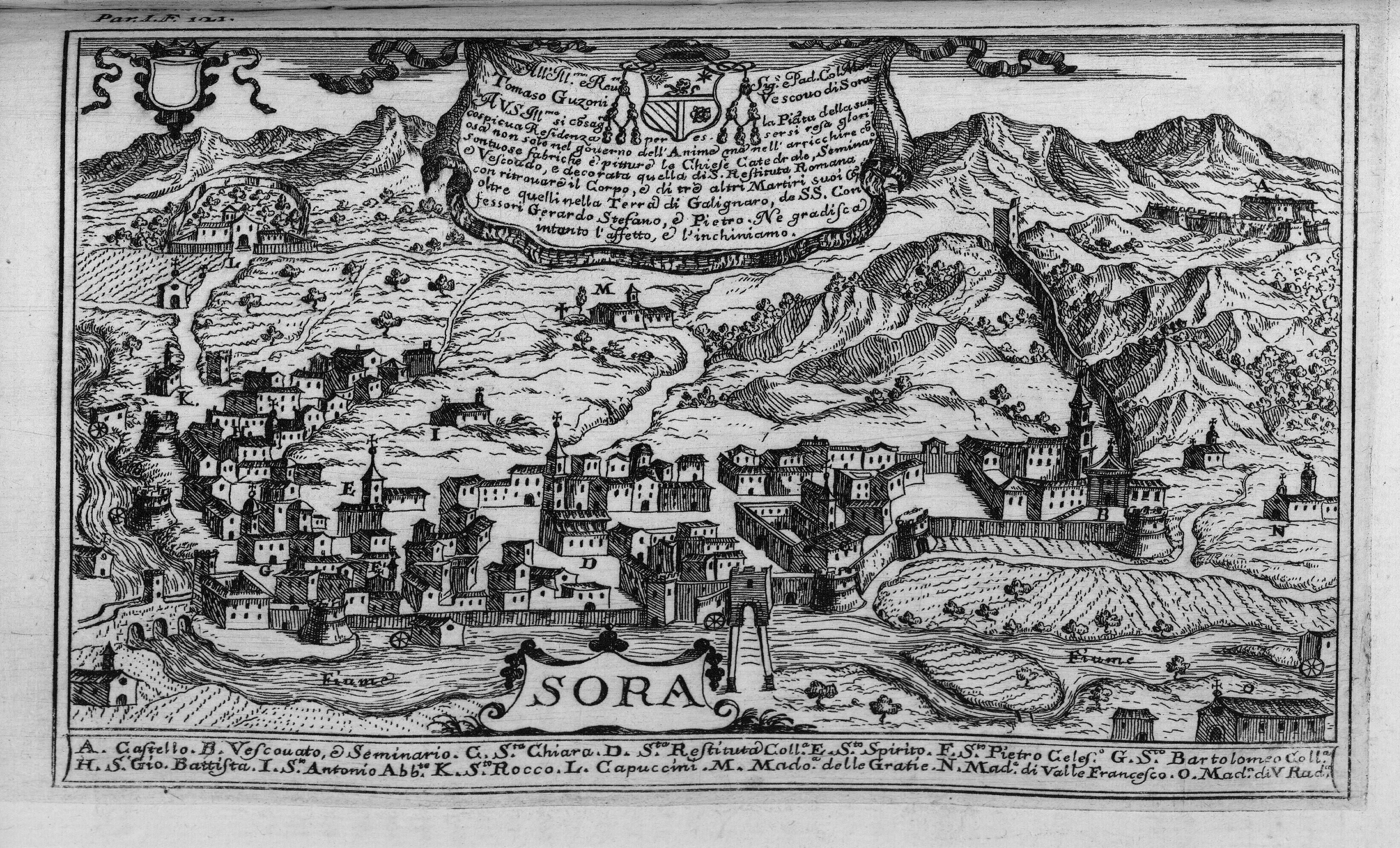
Illustrazione di Sora alla fine del 1600

La sede dei duchi, quando l'amministrazione era diretta, generalmente si collocava tra il palazzo ducale di Sora e il Castello Boncompagni - Viscogliosi di Isola di Sora (oggi Isola del Liri), noto anche come Castello ducale.

## Storia

### Il feudo dei Cantelmo
Il titolo comitale era stato concesso nel 1399 e nel 1443 al conte di Sora, Nicola Cantelmo, che ottenne dal re di Napoli Alfonso I di Napoli il titolo ducale per acquisire il consenso dei Cantelmo contro gli Angioini grazie ai quali avevano ottenuto i primi privilegi feudali in Italia. Sotto il dominio aragonese inizia la lotta di Sora per conquistare sempre maggiore autonomia: attorno al 1460 il duca Piergiampaolo Cantelmi torna a schierarsi a favore del partito angioino, raccogliendo un primo esercito, vicino alle pratiche del brigantaggio, nel tentativo di acquisire autorità nella provincia pontificia di Campagna e Marittima e indipendenza dalla corona aragonese. Precedentemente fu fatto duca d'Alvito e Sora da Alfonso V d'Aragona, al cui feudo annesse un vasto patrimonio unitario di castelli tra l'Alto Sangro, Popoli e parte del Molise, dopo aver diseredato il fratello Giovanni. Nello stesso periodo fu anche concesso alle città di Sora e Alvito la possibilità di avere una propria zecca attiva dal 1459 al 1461, privilegio confermato dallo stesso Carlo VIII e perdurato fino alla sconfitta del partito angioino. Le monete dette cavalli recavano il nome del duca Giovanni Paolo Cantelmo e il titolo di Sorae Albetique dux con la croce gigliata angioina.

### Il feudo dei Della Rovere

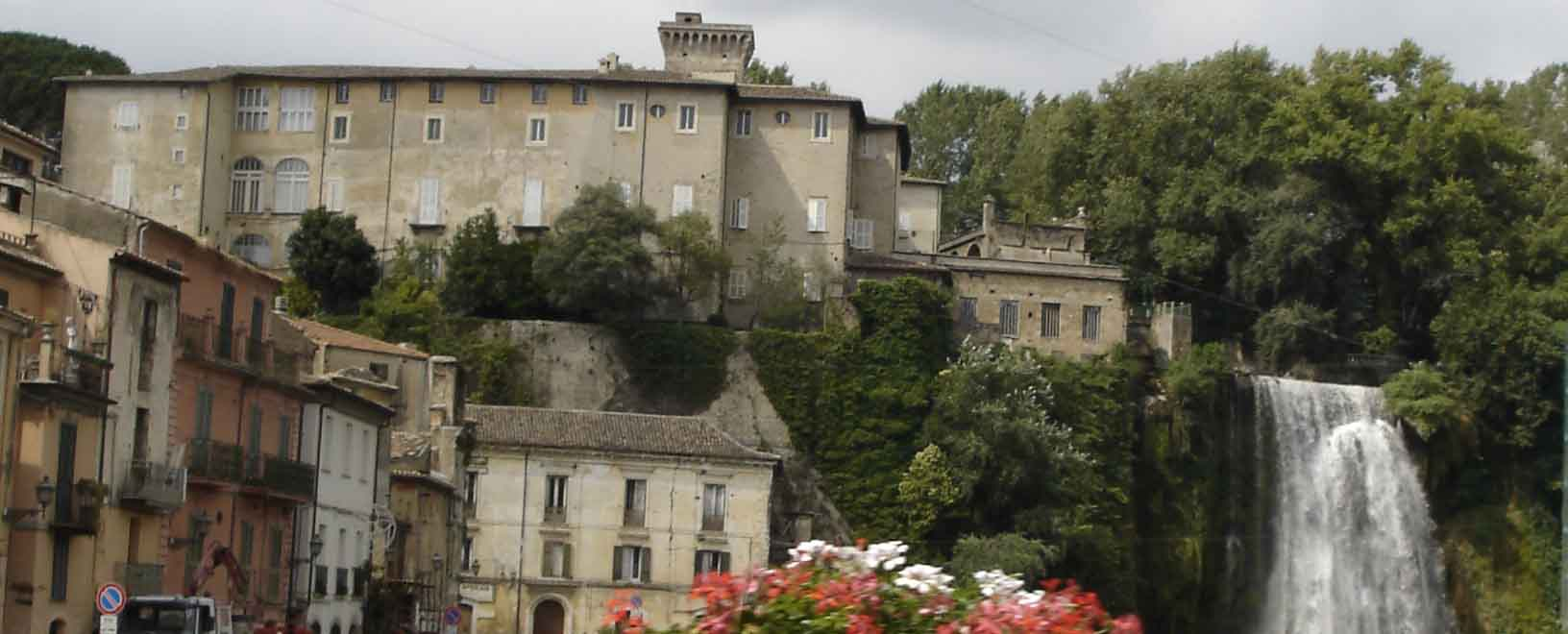
Il castello ducale a Isola del Liri, già Isola di Sora.

Papa Pio II, che sosteneva gli aragonesi, nel 1450 inviò contro i Cantelmo Federico da Montefeltro, il quale assediato Castelluccio e fatto prigioniero il comandante dell'esercito sorano Antonio Petrucci, ricondusse alla pace il ducato e i nobili ribelli furono nuovamente riassoggettati alla corona napoletana. Nel 1463 però i Cantelmo tornarono ad insorgere, infestando stavolta la Campagna e Marittima con scorribande e azioni militari. Sotto il comando di Napoleone Orsini, Pio II inviò l'esercito pontificio contro lo stato di Sora: l'Orsini conquistò prima Isola del Liri e poi Arpino, infine buona parte del sorano, che divenne poi un feudo papale. Alla sconfitta dei Cantelmo corrispose la perdita per la famiglia del titolo ducale e i feudi restanti di Alvito e Popoli furono consegnati a Giovanni Cantelmo, fratello di Pergiampaolo, con il titolo di conte. Nel 1472 il papa Sisto IV Della Rovere, nell'organizzazione temporale dello stato pontificio, rinunziò ai diritti feudali su Sora. Il titolo di duca di Sora che perdeva definitivamente il feudo su Alvito, acquisì anche la giurisdizione sul feudo di Arce e fu concesso al nipote di Papa Sisto IV Leonardo Della Rovere, dal re di Napoli Ferdinando I, di cui sposò una figlia, Giovanna d'Aragona.

Stemma dei Della Rovere

#### L'autonomia politica: Giovanni Della Rovere
Nel 1475 muore Leonardo Della Rovere e il fratello Giovanni ottiene dapprima la Prefettura di Roma, acquisendo un ruolo sempre maggiore anche in Terra di Lavoro.
L'importanza politica del ducato cominciò ad emergere a seguito della battaglia di Fornovo, quando Carlo VIII di Francia incoronato Re di Napoli, fu sconfitto dal partito aragonese. A seguito di ciò fu organizzato a Isola di Sora da nobili abruzzesi e laziali, una congiura contro il potere aragonese restaurato, per riproporre il dominio francese sul Regno di Napoli e decentrare ulteriormente i poteri feudali nella valle del Liri. I protagonisti di quest'incontro furono Graziano de Guerres, capitano di Carlo VIII negli Abruzzi, Giovanni Paolo Cantelmi, Giovanni Della Rovere, Federico di Monfort e Giovanbattista Caracciolo.
Ferdinando II di Aragona inviò contro i ribelli il Gran Capitano Consalvo de Cordova che espugnò i castelli di Isola e di Sora, anche se quest'ultima fu accanitamente difesa dall'umanista guerriero Mario Equicola.
L'ascesa al potere di Carlo V in Europa decretò il fallimento della congiura, che si spense, lasciando però le tracce di una debole resistenza politica al dominio spagnolo che rafforzò il legame di Sora con le politiche nazionali pontificie.
La città fu anche base logistica delle spedizioni militari volte a riaffermare i diritti francesi sulla Campania e sugli Abruzzi, che intraprese Giovanni della Rovere, tra il 1494 e il 1501 (anno della sua morte). Duca di Sora e di Arce, signore di Senigallia, con Giovanni Paolo Cantelmi allestisce un esercito di fanteria e cavalleria per attaccare le truppe del partito aragonese insediate all'Aquila degli Abruzzi; conquista la città dopo aver sconfitto anche la postazione filoaragonese di Bartolomeo d'Alviano insediatasi a Tagliacozzo per difendere i confini settentrionali.

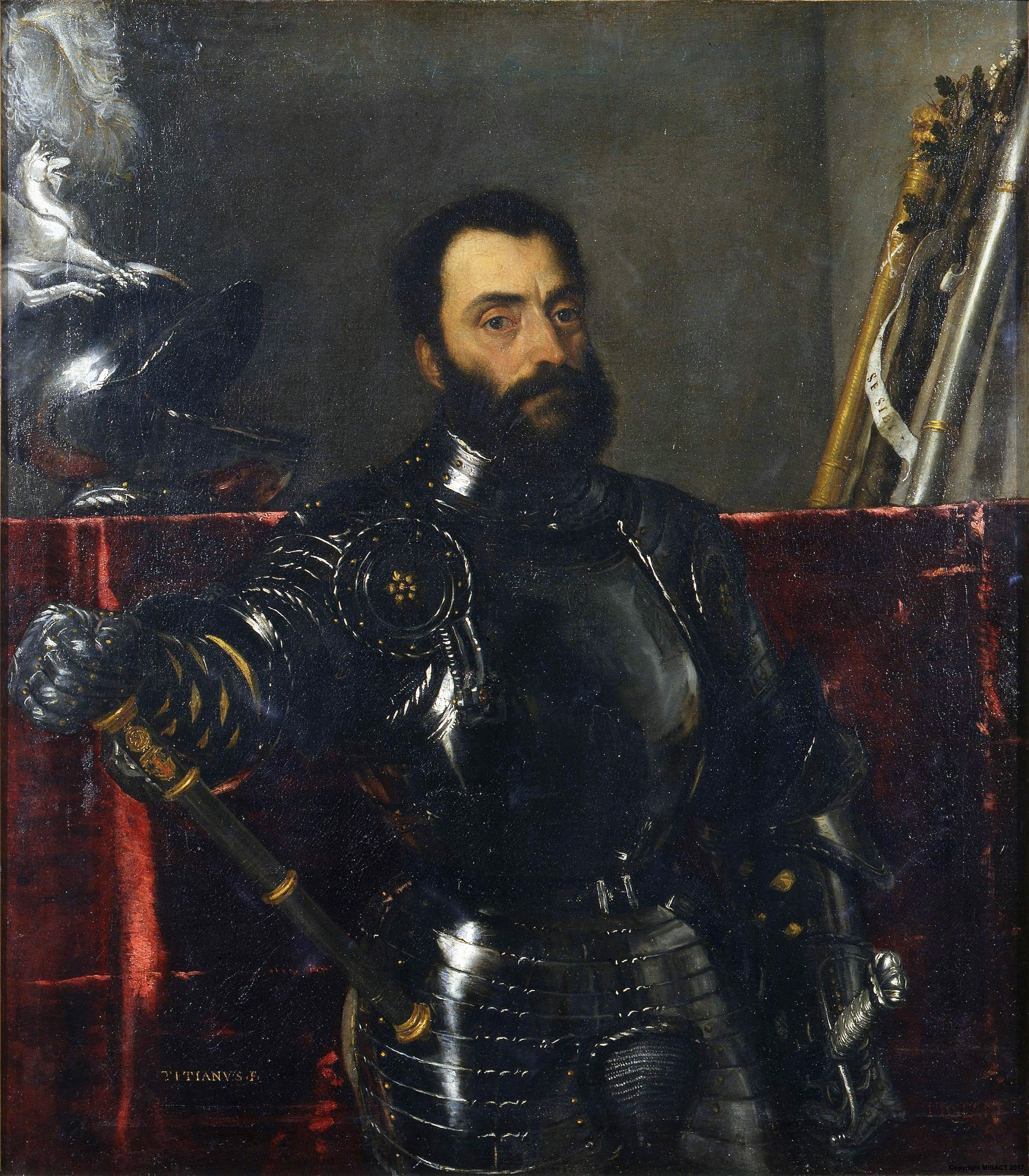
Francesco Maria della Rovere in un ritratto di Tiziano.

Nel 1495 conquista Ceprano, Montecassino e la Terra di San Benedetto (divenuta commenda di Giovanni de' Medici); il territorio ducale è alla sua massima estensione.. Nel 1496 difende la valle del Liri dall'assedio di Prospero Colonna e Federico I di Napoli, perdendo però Esperia e Monte San Giovanni Campano, e per un breve periodo anche Arce, finché Papa Alessandro VI non riconfermò i suoi titoli di prefetto di Roma e duca di Sora.

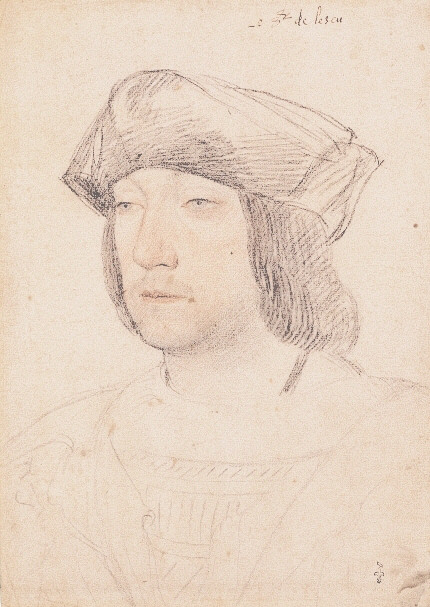
Odet de Foix.

#### L'ingerenza spagnola
Alla morte di Giovanni, il titolo ducale passò al duca di Urbino Francesco Maria I Della Rovere che nel 1501, investito duca di Sora ufficialmente dal re di Francia Luigi XII, dovette difendere con successo Sora dalle mire espansionistiche di Cesare Borgia che assediava la città. Alessandro VI aveva disconosciuto tutti i diritti feudali dello Stato Pontificio lasciando il governo militare e politico dell'Italia centrale al Borgia: Sora fu difesa dai Della Rovere: la madre di Francesco Maria, Giovanna da Montefeltro, fuggita da Urbino in abiti maschili, prese il controllo del ducato e organizzò la resistenza. Morto Alessandro VI e sconfitto il Borgia, Francesco Maria, duca di Sora, ebbe anche da Giulio II il titolo di prefetto di Roma e generale di Santa Romana Chiesa, nonché Duca di Urbino e Senigallia. Nel 1516 Ferdinando d'Avalos fu assoldato da Carlo V per reprimere gli ultimi residui filofrancesi nel Regno di Napoli. Il ducato fu così sottratto ai Della Rovere, e per un breve periodo divenne possesso di Guglielmo di Croÿ: il nuovo duca insediò presso Carnello una cartiera gestita da un artigiano di Fossombrone.
Nel 1528 Della Rovere riottenne il ducato per interessamento di Odet de Foix visconte di Lautrec con il beneplacito ufficiale dell'imperatore Carlo V del 30 maggio 1533, dopo la pace del sovrano asburgico con il papa Clemente VII.
A Francesco Maria della Rovere successero prima il Cardinale Giulio e poi suo fratello Francesco Maria.

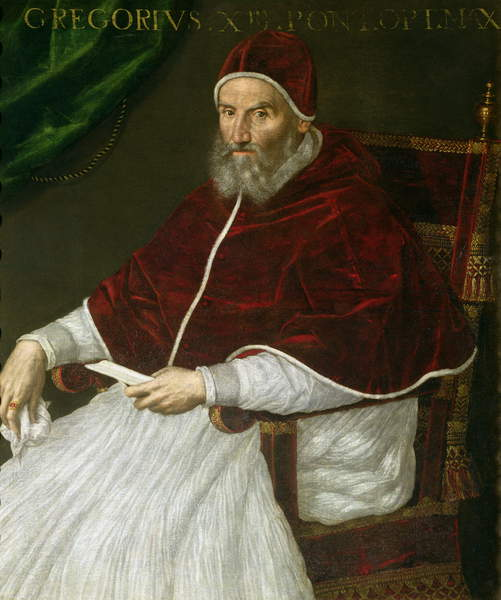
Papa Gregorio XIII Boncompagni.

### La signoria dei Boncompagni
I Boncompagni, che governarono Sora per due secoli e sedici anni, dal 16 marzo 1580 al 31 agosto 1796, erano originari di una nobile famiglia di Bologna.
Nel 1579 papa Gregorio XIII acquistò il feudo dai duchi di Urbino Della Rovere per donarlo al nuovo duca Giacomo Boncompagni, suo figlio, il quale ottenne nel 1583 anche i feudi di Aquino e di Arpino che, acquistati ai D'Avalos di Chieti, costituirono parte integrante del nuovo ducato, divenuto così una vera e propria signoria solo nominalmente legata ai vincoli feudali della corona di Napoli. L'insediamento dei Boncompagni della media Valle del Liri fu permesso grazie alla mediazione politica del cardinale Francesco Maria Bourbon del Monte Santa Maria, coinvolto nei piani politici di Ferdinando de' Medici, il quale era interessato a costituire un nuovo centro di potere vicino a Roma in grado di contrastare l'espansionismo politico dei Farnese. Sul modello del Ducato di Castro anche nel Lazio meridionale nacque una signoria in grado di influire sulle politiche della Chiesa di Roma: nel 1585 grazie all'appoggio di Giacomo Boncompagni fu eletto papa Sisto V, così fu sconfitto il partito dei Farnese che invece sosteneva Alessandro Farnese per il soglio pontificio.
Giacomo Boncompagni poi sposò Costanza Sforza, la quale si interessò dei territori amministrati dal marito: abbellì il castello ducale di Isola del Liri con la realizzazione di un parco e commissionando una galleria interna di pregevoli stucchi raffiguranti con bassorilievi le città del ducato; istituì nel 1614 a Sora uno dei primi collegi gesuitici dell'attuale provincia di Frosinone, e fece edificare la chiesa di Santo Spirito, nell'omonima piazza a Sora.

#### Alvito, Aquino e Arpino
I nuovi duchi poterono gestire in totale autonomia il territorio, incrementando ampiamente il benessere locale con il consolidamento dell'industria tessile ad Arpino e Sora e dell'industria della carta lungo il Liri. I Boncompagni tentarono anche di annettere al territorio sorano la contea di Alvito, ma furono ostacolati da Tolomeo Gallio, che nel 1595 entrò in possesso del feudo cominense. 

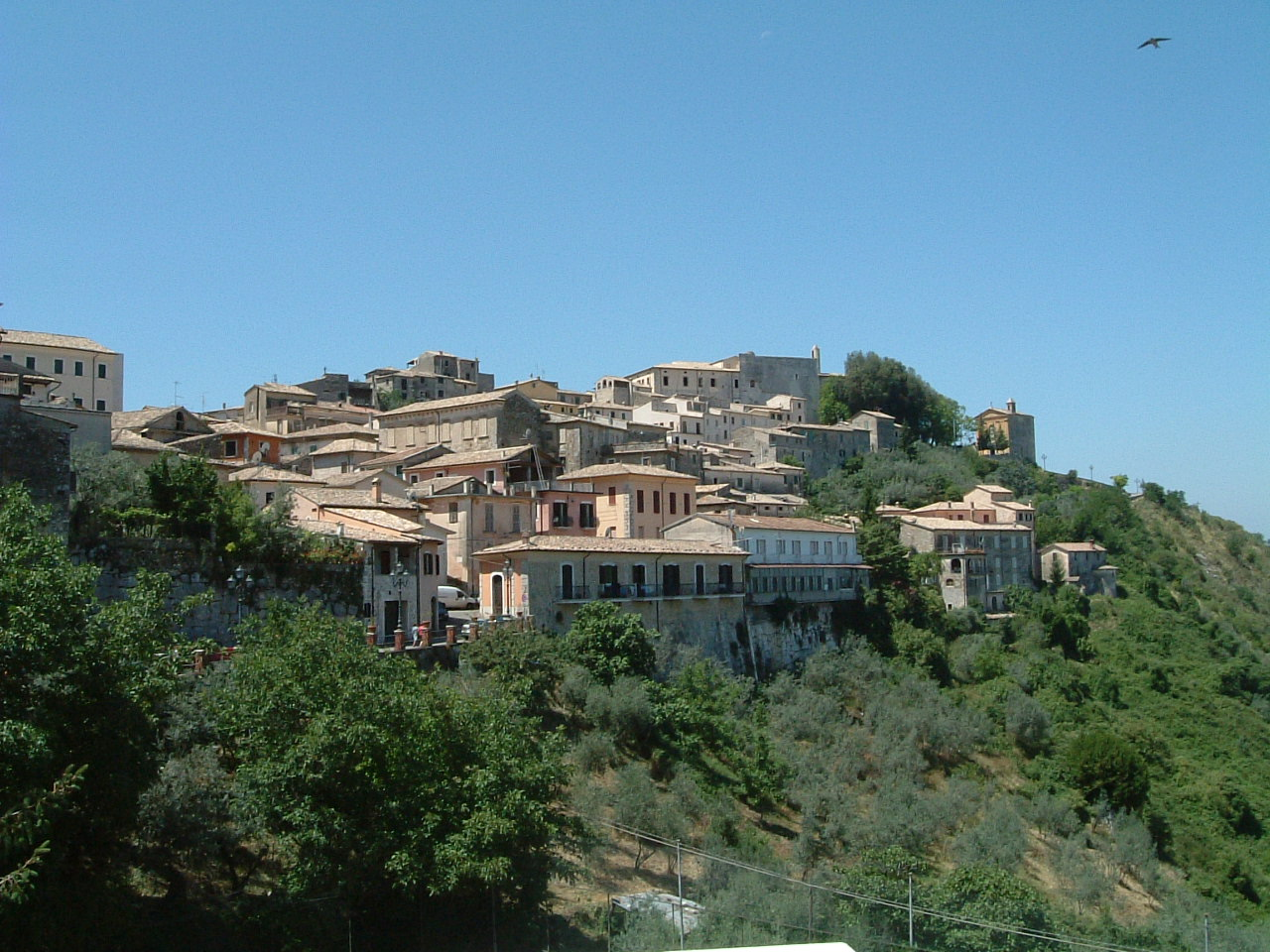
Veduta di Civita Falconara di Arpino.

 Nel 1583 comunque i duchi di Sora avevano già acquistato la Contea di Aquino per 243.000 ducati napoletani ai D'Avalos, sottraendo loro una parte cospicua di un grande feudo che da Aquino raggiungeva Arpino e Monte San Giovanni Campano, ed entrando in possesso di una delle zone più ricche di tutto il Lazio meridionale (la rendita della contea di Aquino ammontava a circa 8.300 ducati napoletani all'anno grazie alle industrie di Arpino).

#### La fondazione di Coldragone
Con l'acquisto della contea di Aquino Giacomo Boncompagni iniziò il suo governo con un tentativo di pianificazione urbanistica completato solo nel XVIII secolo: l'area fra l'odierna via Casilina ed il Liri, da Arce a San Germano per molti secoli è stata coperta da denso querceto di cui ancora oggi restano i relitti; le numerose anse del fiume, gli avvallamenti ed altre asperità del territorio hanno sempre reso difficili le comunicazioni fra i due versanti della valle e gli unici passaggi sul Liri erano a Pontecorvo ed Isoletta di Arce. Per incoraggiare l'urbanizzazione della bassa valle del Liri e sottrarre territorio coltivabile ai boschi, Giacomo Boncompagni finanziò la nascita di un centro abitato che chiamò Colle Drago, incuneato in un territorio abbandonato e poco produttivo che ancora ricadeva sotto i vincoli feudali dei castelli e delle chiese di Arce ed Aquino. Il centro abitato fu ultimato nel 1583, ma la morte di Giacomo Boncompagni e poi la crisi finanziaria della famiglia arrestarono i progetti urbanistici: interventi territoriali simili saranno ripresi solo nel XVIII secolo.

#### La crisi finanziaria

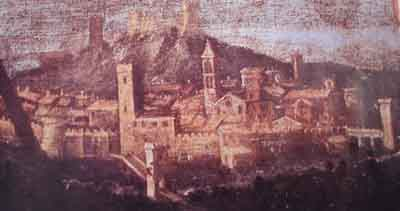
Sora e palazzo ducale nel 1604.

Le spese effettuate da Giacomo Boncompagni erano solo debolmente coperte dai proventi dei feudi posseduti e dai condoni a suo favore effettuati da papa Sisto V. Il carico fiscale che la Spagna stava imponendo a quell'epoca nel Meridione d'Italia aggravò la situazione sorana. Nel 1607 il primogenito di Giacomo, Gregorio, si univa ad Eleonora Zapata e per lui il duca di Sora acquistò un palazzo di Roma che divenne poi Palazzo Sora; l'ammontare delle spese costrinse i Boncompagni a vendere il castello di Solarolo. Alla morte di Giacomo, Gregorio I Boncompagni aggravò ancora di più la crisi finanziaria della famiglia, impiegandosi in spese insostenibili come l'acquisto di nuovi palazzi a Napoli, dove tuttavia non risiedette mai. Nel 1623 costruì una ferriera probabilmente ad Isola del Liri. Gregorio morì nel 1628 e gli succedette per un breve periodo Giovan Giacomo, minorenne, il quale venne aiutato nell'amministrazione del ducato da Giovan Domenico Cantelmo.

#### Ugo e Gregorio II

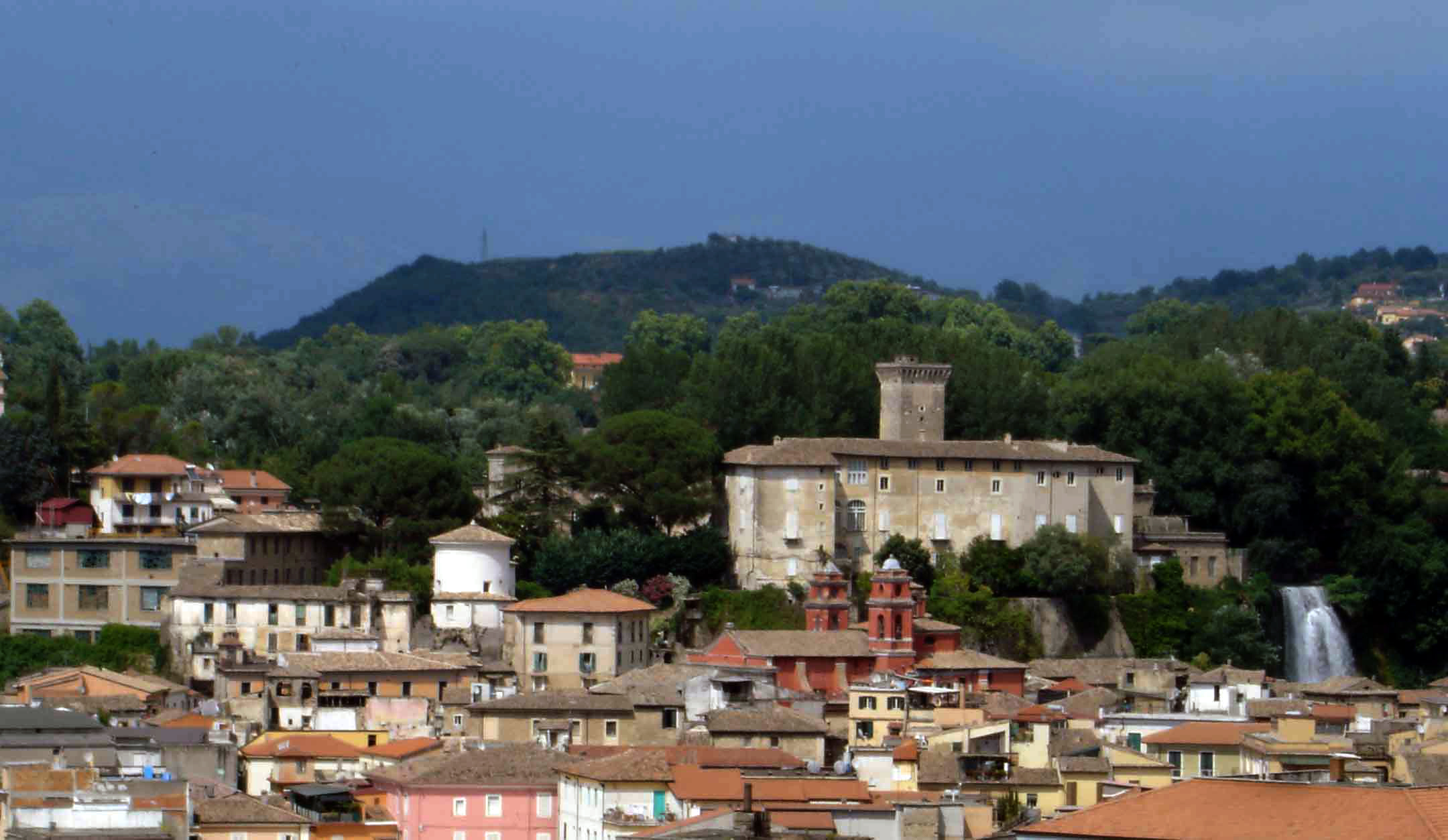
Il castello ducale di Isola del Liri.

I problemi economici della famiglia erano talmente grandi che alla morte di Giovan Giacomo, nel 1636, il fratello Ugo che ereditò il ducato abbandonò le residenze cittadine di Roma e Frascati e stabilì la sua residenza ad Isola. Sotto la sua amministrazione il ducato vide la nascita del governo popolare del brigante Papone ovvero Domenico Colessa (1607-1648) nativo di Caprile che, dopo la rivolta di Masaniello a Napoli, portò in Terra di Lavoro le idee repubblicane rivoluzionarie e, creata una milizia di briganti e fuorilegge, occupò parte del Lazio meridionale fra cui le città di Sora e Cassino creando un governo popolare.
Si hanno notizie della sconfitta di Papone avvenuta nel 1647 ad opera di Ugo Boncompagni.
1654, 24 luglio: Sora subisce un terremoto che, fra l'altro, distrugge la chiesa di S. Restituta. Ci vorrà circa un secolo per ricostruirla..
Ugo morì nel 1676 e lasciò i suoi beni al figlio Gregorio II.
Dapprima marito di Giustina Gallio, sorella del duca di Alvito, nel 1682, morta la nobile cominense, il duca Gregorio II Boncompagni sposò in seconde nozze Ippolita Ludovisi che gli portò in dote il principato di Piombino ma lo lasciò senza eredi; da questo momento i Boncompagni divennero noti come Boncompagni-Ludovisi.
1683, 15 settembre: “Per merito di Mons. Guzoni vengono alla luce le sacre reliquie di Santa Restituta e dei suoi compagni Martiri.”
1688, 5 giugno: Un nuovo terremoto: danni ingenti agli edifici.

#### Antonio Boncompagni
A Gregorio II succedette il fratello Antonio. Con l'unione familiare dei Boncompagni-Ludovisi buona parte dei problemi economici furono superati. Antonio fu però costretto ad affrontare alcuni provvedimenti di protezionismo economico che lo Stato Pontificio aveva preso danneggiando le industrie della Valle del Liri. Aumentando il dazio presso il confine meridionale i mercanti di panni di Isola di Sora, Arpino, Piedimonte, Cerreto e Morcone furono costretti ad affrontare una nuova crisi economica. Antonio Boncompagni nel 1710 con l'occasione avviò un'attività finanziaria con tassi d'interesse al 6%, pari al doppio di quelli vigenti nello Stato Pontificio. Morì nel 1731 lasciando il ducato al figlio Gaetano.

#### Gaetano Boncompagni
Risolte le principali difficoltà economiche grazie ai suoi predecessori, Gaetano poté riprendere la politica di ammodernamento territoriale, urbanistico e culturale nella valle del Liri.
1734: Carlo di Borbone, sconfitti gli austriaci nell'ambito della Guerra di successione polacca, diviene Re di Napoli con il nome di Carlo III..
Nel 1742 il nuovo duca riprese la costruzione di Coldragone insediandovi una parrocchia e il primo vero e proprio centro abitato composto da una popolazione sufficientemente numerosa per avere peso economico nell'area. La nuova fondazione fu ostacolata però dal clero e dai nobili di Rocca d'Arce che vedevano nel borgo di pianura una minaccia ai loro diritti feudali e alla locale gerarchia politica.

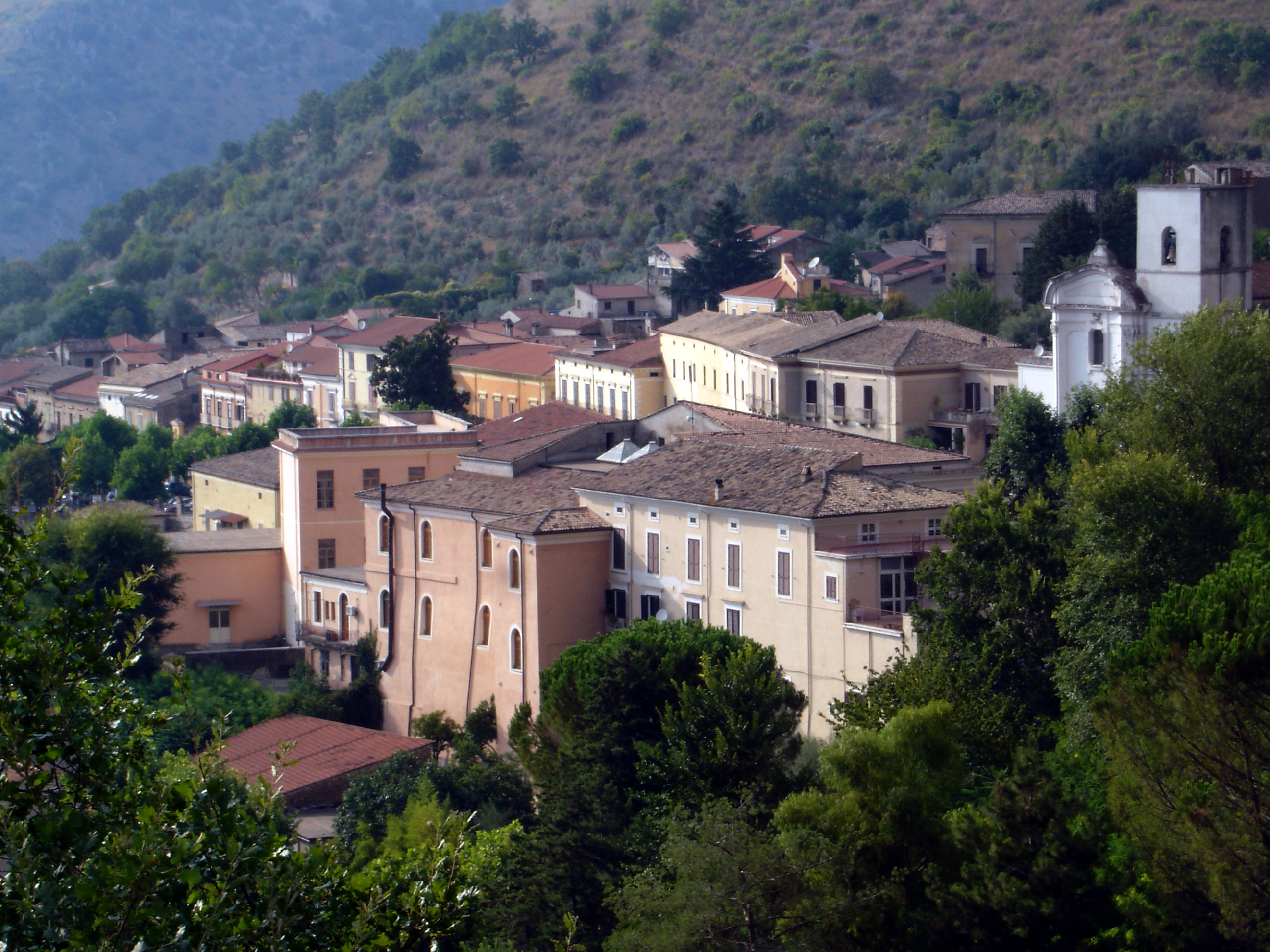
Il palazzo Boncompagni di Roccasecca.

Lo stesso anno Il Duca ed il Vescovo di Sora ordinarono alla Confraternita della SS. Trinità di sborsare 971 ducati occorrenti per completare la ricostruzione della chiesa di S. Restituta. Il canonico della Cattedrale Alessio Tondi istituì un Monte di Pegni presso il quale i bisognosi di Sora e di Brocco potevano chiedere un prestito rimborsabile in due anni senza interessi.
Gli interventi territoriali di Gaetano continuarono ancora nella Valle Latina. Si interessò personalmente del trasferimento della sede vescovile di Aquino, da anni insediatasi a Pontecorvo, fuori dai confini del regno di Napoli e dal territorio ducale, a Roccasecca, dove con un apposito piano urbanistico fu riammodernato anche il centro abitato. Gaetano diede in concessione il palazzo Boncompagni di Roccasecca al vescovo quale sua residenza e sede del seminario e del tribunale diocesano.
1744: L'esercito spagnolo comandato dal Re Carlo III in persona, si ferma a Sora per poi proseguire per Velletri in cui coglie la vittoria risolutiva sugli austriaci.
Il 18 luglio dello stesso anno il Vescovo Cioffi emana un editto indirizzato ai fedeli della diocesi, al clero, ai monaci ed alle suore invitando tutti a pregare affinché la regina Amalia, in avanzato stato di gravidanza, partorisca un maschio che assicuri la successione al trono di Napoli.
A dimostrazione della familiarità fra re Carlo e Don Gaetano Boncompagni Ludovisi (VII duca di Sora, II principe di Piombino) basta ricordare che, non solo il Duca aveva impegnato la sua diplomazia per favorire il matrimonio del Re con la Regina Amalia, ma che, in concomitanza di questo parto, fu incaricato da Carlo III, di consegnare alla Regina, in sua vece, il Cordone dell'ordine del Glorioso San Gennaro, nel caso della nascita di un maschio, come era consuetudine della corte partenopea.
Nascerà invece la quinta femmina seguita però da una sfilza di cinque maschi. Il terzo sarà Ferdinando IV che si scontrerà con Napoleone e, dopo la Restaurazione, assumerà il nome di Ferdinando I, re delle Due Sicilie.
1745: Mons. Nicola Cioffi ordina la costruzione di un Battistero degno della Cattedrale di Sora e la costruzione di un confessionale in noce.
1744-1747 Censimento che attesta il rifiorire di tutto il circondario.
1763-1764: Si abbatte su Sora ed il suo circondario una tremenda carestia.
Gaetano visse fino al 1777 ed alla sua morte lasciò al figlio Antonio il territorio ducale.

### La soppressione
Infine il 14 luglio 1796 il re Ferdinando IV di Napoli dichiarava soppresso il Ducato di Sora, insieme allo Stato dei Presidi e disponeva il compenso da versare al duca Antonio II Boncompagni.
Pochi anni più tardi, con l'avanzata delle truppe francesi in tutta Italia e la proclamazione della Repubblica partenopea la città lirinate fu centro d'azione della resistenza anti-giacobina che faceva capo al brigante Gaetano Mammone.
Con il ritorno di Ferdinando IV nel Regno, l'amministrazione locale era prevalentemente gestita dai municipi (decurionato); Sora dovette riaprire diverse cause contro Antonio II Boncompagni per l'alienazione dei beni ducali.
In ogni caso, è bene tener presente che il Ducato di Sora, nonostante l'ampia autonomia di cui godette, non fu mai, né di diritto né di fatto, uno stato indipendente, come lo furono invece, almeno di fatto, le signorie dell'Italia settentrionale, a cui talora la natura del dominio del Ducato di Sora è stata impropriamente assimilata. Il Ducato di Sora è stato dunque sempre parte integrante del Regno di Napoli.
Successivamente alla perdita dei diritti feudali, un esponente della famiglia, Baldassarre Boncompagni, si distinguerà come storico della matematica.

## Duchi di Sora

### Casa Boncompagni
| Nome                                      | Ritratto | Governo         | Governo         | Matrimoni                      | Note                                         | Nº |
| Nome                                      | Ritratto | Inizio          | Fine            | Matrimoni                      | Note                                         | Nº |
| ----------------------------------------- | -------- | --------------- | --------------- | ------------------------------ | -------------------------------------------- | -- |
| Giacomo I (8 maggio 1548 - 6 agosto 1612) |          | 1579            | 8 maggio 1612   | Costanza Sforza di Santa Fiora | figlio di papa Gregorio XIII                 | 1  |
| Gregorio I (1590 - 13 ottobre 1628)       |          | 8 maggio 1612   | 13 ottobre 1628 | -                              | figlio di Giacomo I                          | 2  |
| Giacomo II (1613 — 13 aprile 1636)        |          | 13 ottobre 1628 | 13 aprile 1636  | Eleonora Zapata                | figlio di Gregorio I                         | 3  |
| Ugo (1614 - 1676)                         |          | 13 aprile 1636  | 1676            | Maria Ruffo                    | figlio di Gregorio I                         | 4  |
| Gregorio II (17 giugno 1642 - 1707)       |          | 1676            | 1707            | Ippolita Ludovisi              | figlio di Ugo; anche co-principe di Piombino | 5  |

### Casa Boncompagni Ludovisi
Il cognome della famiglia venne mutato in Boncompagni Ludovisi a seguito del matrimonio di Gregorio con donna Ippoliti Ludovisi, erede del principato di Piombino.
| Nome                                         | Ritratto | Governo         | Governo         | Matrimoni                                | Note                                            | Nº |
| Nome                                         | Ritratto | Inizio          | Fine            | Matrimoni                                | Note                                            | Nº |
| -------------------------------------------- | -------- | --------------- | --------------- | ---------------------------------------- | ----------------------------------------------- | -- |
| Antonio I (10 aprile 1658 – 28 gennaio 1731) |          | 1707            | 28 gennaio 1731 | Maria Eleonora Boncompagni Ludovisi      | figlio di Ugo                                   | 6  |
| Gaetano I (21 agosto 1706 – 24 maggio 1777)  |          | 28 gennaio 1731 | 24 maggio 1777  | Laura Chigi                              | figlio di Antonio I; anche principe di Piombino | 7  |
| Antonio II (16 giugno 1735 – 26 aprile 1805) |          | 24 maggio 1777  | 1796            | Giacinta Orsini Vittoria Sforza Cesarini | figlio di Gaetano I; anche principe di Piombino | 8  |

Con la conquista del ducato di Sora da parte dei francesi napoleonici nel 1796 e la sua permuta al Demanio regio, il titolo venne mantenuto solo a livello onorifico.
- IX duca - Luigi Maria di Antonio II (1767-1841)
- X duca - Antonio III di Luigi (1808-1883)
- XI duca - Rodolfo Boncompagni Ludovisi di Antonio III (1832-1911)
- XII duca - Ugo II di Rodolfo (1856-1935)
- XIII duca - Francesco di Ugo II (Foligno, 20 ottobre 1886 - 1955)
- XIV duca - Nicolò Francesco di Francesco (Roma, 21 gennaio 1941 — Roma, 8 luglio 1964)
- XV duca - Francesco Maria di Nicolò (Ginevra, 29 giugno 1965)